# Roque Dalton
Roque Antonio Dalton García (San Salvador, 14 de mayo de 1935-San Salvador, 10 de mayo de 1975), registrado al nacer como Roque Antonio García y conocido como Roque Dalton, fue un poeta, ensayista, periodista, activista político e intelectual salvadoreño. Aunque no recibió un título académico, realizó sus estudios superiores en la Universidad de Chile y la Universidad de El Salvador, en las que estudió Derecho. Existen algunas referencias de que pasó también por las aulas de la Universidad Nacional Autónoma de México, pero algunos investigadores literarios refutan esta idea. En Chile comenzó a estudiar marxismo y cuando retornó a su país se convirtió en un activo propagandista político, afiliado al Partido Comunista de El Salvador (PCS). Fundó el Círculo Literario Universitario en la Universidad de El Salvador, junto con el poeta guatemalteco Otto René Castillo. Para el año 1957 viajó a la Unión Soviética, lo que marcó su militancia política y lo llevó a conocer poetas de gran reconocimiento futuro, como Juan Gelman y Miguel Ángel Asturias. En ese mismo viaje conoció al futuro fundador del Frente Sandinista de Liberación Nacional, Carlos Fonseca Amador. Su intensa actividad sediciosa provocó que cayera preso durante el periodo presidencial de José María Lemus.
Para el año 1961, fue expulsado de El Salvador, por lo que inició su exilio en México, Checoslovaquia, y principalmente en Cuba, donde terminó de forjarse como escritor. Se involucró en la vida cultural de este país y también recibió instrucción militar tras la invasión de Bahía Cochinos. Pese a que logró retornar a El Salvador en 1964, terminó preso y fue sometido a interrogatorio por un agente estadounidense de la Agencia Central de Inteligencia (CIA). En 1969, regresó a Cuba y ganó el Premio de Poesía Casa de las Américas por el libro Taberna y otros lugares. 
Tras partir de Cuba, Dalton decidió involucrarse en la lucha armada en El Salvador, por lo que se integró al Ejército Revolucionario del Pueblo (ERP) en 1973. En dicha organización, fue protagonista de una seria polémica interna con el líder Alejandro Rivas Mira, quien se erigía como un influyente caudillo del grupo armado. Dalton terminó calificado como «revisionista» y la dirigencia del ERP decidió su ejecución junto a José Armando Arteaga.
Recordado por su vida bohemia y una personalidad jovial e irreverente, reflejada en su obra literaria, tenía como preocupación principal el destino de su propio país, El Salvador; y pese a que era un conocedor de la teoría marxista, su obra se caracteriza por ser heterogénea. Se le considera el máximo exponente de la poesía revolucionaria en El Salvador y uno de los literatos más influyentes de este país; además, se encuentra entre los mejores representantes de la poesía latinoamericana. De forma póstuma, ha recibido los reconocimientos de «Hijo Meritísimo» y «Poeta Meritísimo» por parte del estado salvadoreño, y el doctorado honoris causa

## Biografía

### Infancia y juventud
El padre de Roque Dalton fue Winnal Dalton, Jr., nacido en Tucson, Arizona, Estados Unidos, en 1894. Provenía de una familia que había caído en la ruina económica, y abandonó su país probablemente en 1916 con rumbo a la América Central. Vivió en Honduras y posteriormente se trasladó a El Salvador, donde contrajo matrimonio con Aída Ulloa. En este país se convirtió en un terrateniente y logró relacionarse con la élite local.
El temperamento irascible era una de las características de Winnal. Precisamente, un altercado con el banquero Benjamín Bloom por disputas de un préstamo, le mandó al hospital con heridas de bala por parte de los guardaespaldas del empresario. Mientras estaba ingresado, conoció a la enfermera María García, con quien acabó en un romance del que nacería Roque Antonio el 14 de mayo de 1935.
Roque creció en la casa materna ubicada en la calle 5 de Noviembre de la capital del país, San Salvador, en la que también había una tienda de nombre «La Royal». Su padre, de quien se dice no lo reconocería legalmente hasta los diecisiete años, le inscribió en el kindergarten Santa Teresita de Jesús, ubicado en una casa antigua del centro de San Salvador. Dicha casa de estudios era de educación católica y reservada para familias pudientes. Posteriormente estudió en el Colegio Bautista de San Salvador y desde 1946 en el Externado de San José, otra institución exclusiva y tradicional.
Ya desde su juventud, Dalton realizaba sus primeros trabajos de poesía y uno de sus profesores, el sacerdote jesuita Alfonso de María Landarech, le animaba para seguirse educando en la literatura. Por otra parte, no era ajeno a las peleas estudiantiles o discusiones en partidos de fútbol; de hecho, terminó con su nariz fracturada al recibir un golpe con un ladrillo de parte de un jugador costarricense por discutir un tiro de penalti. Ese percance lo dejó plasmado en el poema «No, no siempre fui tan feo».
Obtuvo el título de Bachiller en 1952, y por su destacado rendimiento académico fue elegido para dar el discurso en nombre de los estudiantes. Según Claribel Alegría, aprovechó la ocasión para criticar a las autoridades de la institución por la discriminación a los hijos naturales y su sumisión ante las familias de los estudiantes de grandes recursos económicos.

### Viaje a Chile
Al terminar sus estudios de secundaria, Roque se decidió a estudiar Leyes. Su padre le brindó el apoyo para dirigirse a Chile, y hacia allá viajó en 1953 junto a su madre de quien se despidió en Panamá. Ya en Santiago, pretendía ingresar a la Universidad Católica, pero el decano de la facultad de Teología de esa institución le recomendó inscribirse en la Universidad de Chile que podría venirle mejor para alejarse de la educación católica que había conocido desde su infancia.
En la Universidad de Chile, Dalton entró en conocimiento de diversas ideologías, especialmente la comunista. La experiencia fue muy importante para su vida: 

Me puse en contacto con los comunistas, tuve amigos comunistas, y al principio sin saber que lo eran, luego con un poco más de conciencia, por lo menos di un paso de avance en Chile y de católico conservador que era pasé a ser un católico progresista, un socialcristiano; en ese momento, esa corriente de pensamiento en Chile me pareció sumamente atractiva.

Además el joven empezó a colaborar en una revista universitaria, y como parte de su trabajo sostuvo una memorable entrevista con el muralista mexicano Diego Rivera. Sucedió que en dicho encuentro el artista le preguntó por su filiación política, si había leído sobre marxismo, así como por su edad, a lo que el salvadoreño respondió que era social cristiano con dieciocho años de vida y que nunca había leído de esa doctrina. Rivera, sin ambages, le espetó que tenía dieciocho años «de ser un imbécil» y le echó del lugar. Se dice que pese a sentirse contrariado por el incidente en un primer momento, Dalton, movido por la curiosidad, empezó a adentrarse tanto en el marxismo como en la obra del mexicano. Se sabe también que en este periodo viajó a Buenos Aires y Montevideo.

### Retorno a El Salvador
Tras once meses de estadía en Chile, retornó a El Salvador. Con nuevos instrumentos ideológicos para conocer la realidad del país, se incorporó a la Universidad de El Salvador donde ingresó a la Asociación General de Estudiantes Universitarios Salvadoreños (AGEUS) en 1954. Su padrino político en ese entonces era el historiador Jorge Arias Gómez, dirigente del Partido Comunista Salvadoreño (PCS).
En ese tiempo el país era gobernado por el general Óscar Osorio, quien, a pesar de otorgar cierta apertura democrática, conformaba el estamento militar que había regido al país desde Maximiliano Hernández Martínez. Por su parte, Dalton comenzó a destacar como activista estudiantil y articulista defensor de los principios de la AGEUS.  Para 1955 colaboraba con el periódico El Independiente que se convirtió en una tribuna crítica de la realidad del país. Para el mes de marzo de ese año, y con 19 años de edad, contrajo matrimonio con Aída Cañas con quien procrearía tres hijos: Roque Antonio, Juan José y Jorge.
En 1956 se integró al grupo conformado por los literatos Manlio Argueta, José Roberto Cea, Roberto Armijo y Tirso Canales, entre otros, que tomó por nombre Círculo Literario Universitario. Los trabajos de este grupo aparecerían de forma asidua en el suplemento Sábados de Diario Latino de Juan Felipe Toruño. Ellos también formaron parte de los desfiles bufos que ridiculizaban al régimen en turno.
Ese mismo año Dalton ganó el Premio Centroamericano de Poesía de la universidad con el trabajo Mía junto a los pájaros, y en el mes de mayo salió publicado el cuento «La espera» en la revista Letras de Cuscatlán. También escribió, junto al guatemalteco Otto René Castillo, refugiado en El Salvador tras el derrocamiento de Jacobo Árbenz, el poemario Dos puños por la tierra que ganó el premio Francisco Gavidia. Ambos cultivaron una amistad mutua y se dice que fue Castillo quien le animó a abrazar la militancia comunista.
En esos años, el poeta hondureño Rafael Paz Paredes dejó una descripción del joven estudiante:

Roque Dalton tiene 22 años, es delgado, de mediana estatura, ágil, nervioso, de músculos casi elásticos que vibran y se encrespan continuamente bajo las descargas de su corazón de poeta [...] escribe poesía, cuentos y crítica literaria. Distribuye el tiempo entre sus estudios universitarios y su indeclinable vocación de escritor que lo lleva de un lado a otro de la ciudad, con juvenil y generoso entusiasmo, siempre en busca de alguna tarea que cumplir.

### Viaje a la Unión Soviética

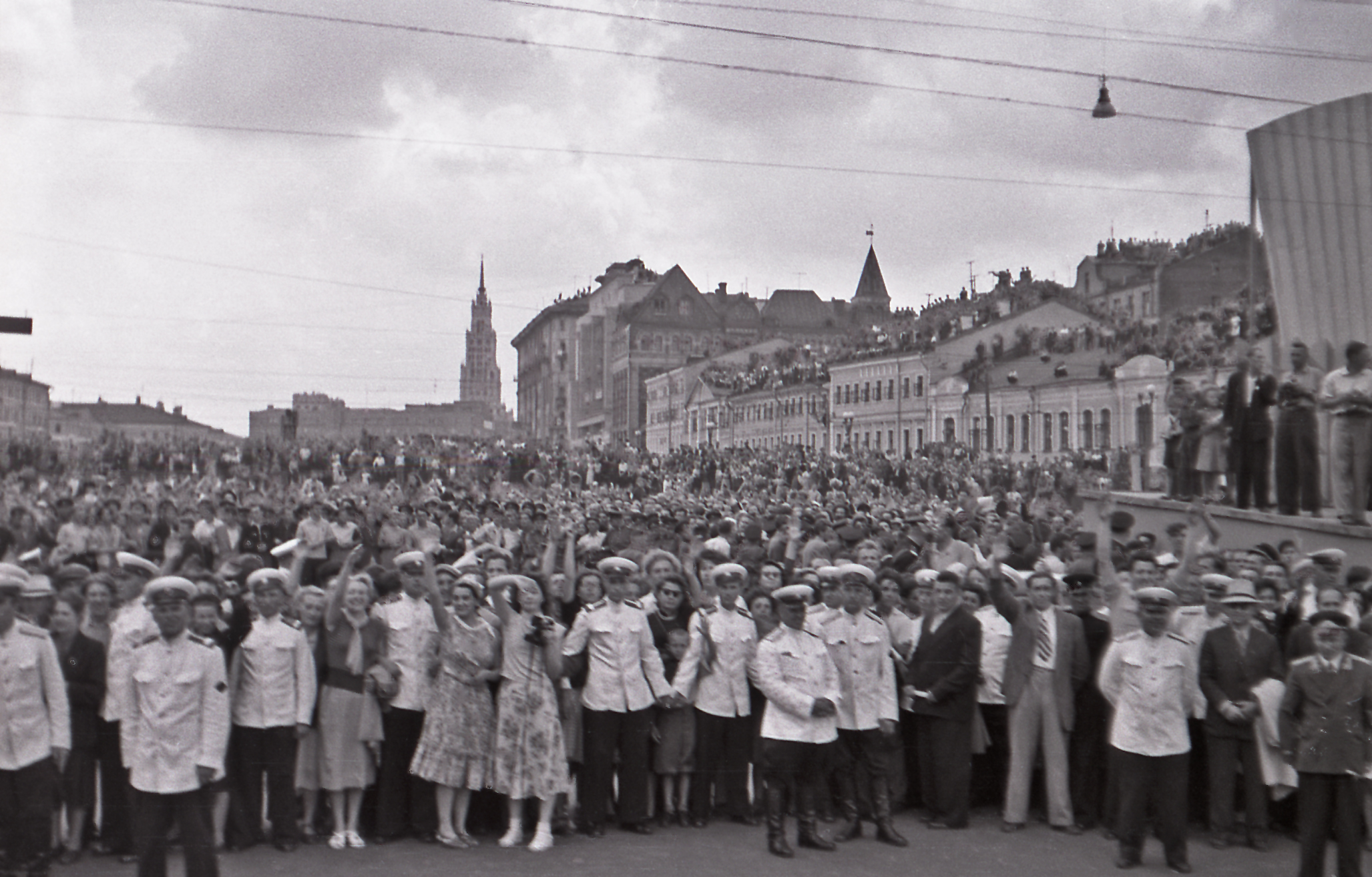
Fotografía del día inaugural del VI Festival Mundial de la Juventud y los Estudiantes.

A Óscar Osorio le sucedió en la presidencia el teniente coronel José María Lemus. Bajo su mandato las críticas tanto a su persona como a la cultura tradicional del país arreciaron por parte de la oposición y los estudiantes. Un medio que representó esta actividad contestataria fue el periódico La Jodarria en el que Dalton comenzó a redactar sus escritos políticos, junto a otros personajes del Círculo Universitario.
Para el año 1957, Roque supo de la celebración en la Unión Soviética (URSS) del VI Festival Mundial de la Juventud y los Estudiantes por la Paz y la Libertad,  por medio de boletines de la Federación Mundial de la Juventud Democrática (FMJD) y de la Unión Internacional de Estudiantes (UIE); por lo que se decidió a realizar el viaje junto a cuatro «El mar» (1975):
Poco antes de su muerte, Roque Dalton escribió «El mar», una de sus últimas obras poéticas. Este libro destaca por su tono melancólico y reflexivo sobre la vida y la muerte.. Aparte de las dificultades de conseguir el dinero para costear la aventura, todos ellos sabían las consecuencias por el hecho de visitar al país comunista, tanto en sus respectivos trabajos como en las mismas relaciones familiares.
El periplo hacia la Unión Soviética fue dificultoso entre las numerosas escalas y cambios de trenes. En Checoslovaquia lograron reunirse con otras delegaciones y por fin arribaron al país de destino el 21 de julio y a Moscú dos días después. 
Los salvadoreños tuvieron una intensa participación en el festival. El mismo Dalton dirigió las palabras de agradecimiento por la calurosa acogida a la delegación, que fueron transmitidas por Radio Moscú a la América Latina. El grupo asistió a todo tipo de reuniones científicas y culturales, así como conocieron la vida diaria de la Unión Soviética. Mientras sus acompañantes partieron a Checoslovaquia una vez concluido el festival, Dalton permaneció en el país por invitación de la Unión de Escritores de la URSS junto a otros literatos como Miguel Ángel Asturias —a quien los integrantes del Círculo tenían en alta estima— así como Graham Greene. Además tuvo la oportunidad de conocer a Nazim Hikmet y al argentino Juan Gelman, de quien escuchó un poema que representaba la nueva corriente latinoamericana. También hizo amistad con el nicaragüense Carlos Fonseca con quien conversó sobre la unión centroamericana «al nivel popular».
El viaje a la Unión Soviética determinó que Dalton se incorporase a la militancia política por entero. Empero, como se había previsto, el retorno a El Salvador terminó siendo accidentado entre detenciones e interrogatorios en España, Venezuela y Panamá. Ya en su patria decidió ingresar al PCS ese mismo año de 1957 por intermedio de su amigo Otto René Castillo, a quien el poeta consideraba un modelo de militante revolucionario. Ambos eran de la opinión que no era suficiente ser un «marxista individual para ser revolucionario», sino «comprometerse organizadamente, ingresar al Partido».
Se dice que Dalton y otros militantes le dieron vida al PCS en el sentido que lo sacaron del aislamiento de la vida política salvadoreña, y también enaltecieron el Levantamiento campesino de 1932 al que algunos comunistas consideraban como un error por su escaso fundamento en la teoría marxista. En cuanto a su actividad literaria, para 1958 ganó el segundo lugar de los Juegos Florales de San Salvador con la obra Doce poemas.

### Actividad política y literaria en El Salvador. Exilio en México
Pese al compromiso político, Dalton, como otros poetas y escritores salvadoreños, hizo de la actividad política, la poesía y la bohemia una sola cosa. Él mismo destacaba en las reuniones como un gran conversador, aparte que se distinguía por su buen humor y comentarios jocosos. No era extraño que funcionarios públicos, pintores y artistas se reunieran todos en un mismo lugar, tal como sucedía en la casa de la poetisa hondureña Clementina Suárez. Además, Dalton frecuentaba al grupo que se reunía alrededor de la figura de Oswaldo Escobar Velado, de gran actividad intelectual durante el régimen del general Maximiliano Hernández Martínez; y recibió también el elogio por parte de Pedro Geoffroy Rivas, otra personalidad admirada de la época y quien le tenía como el mejor de los poetas que frecuentaban a Escobar Velado.

Roque Dalton y Álvaro Menen Desleal, en Santiago de Chile, como corresponsales del noticiero TELE-PERIÓDICO, el primer noticiero televisivo de El Salvador.

En medio de un ambiente político agitado, se unió a la asociación juvenil 5 de Noviembre e incrementó su colaboración en diferentes medios escritos como Abril y Mayo, Opinión Estudiantil y Vida Universitaria. Ejerció además como redactor para noticieros de televisión a cargo de su amigo Álvaro Menen Desleal, con quien compartió travesuras, borracheras, bromas y riñas, aunque trataban de llevar su trabajo en buen rumbo.
Esos años eran también de agitación política mundial. En El Salvador se incrementaron las protestas contra el régimen de José María Lemus, que ya se habían ido gestando desde 1955. Pero lo que particularmente ejerció una influencia decisiva en los movimientos populares fue la Revolución cubana que culminó el 1 de enero de 1959. De hecho, ese mismo año viajó junto a Menen Desleal a la quinta reunión de consulta cancilleres de la Organización de Estados Americanos (OEA) que tuvo lugar en Chile, donde fue testigo de la incomodidad que generaba entre los estados americanos el nuevo estado cubano.

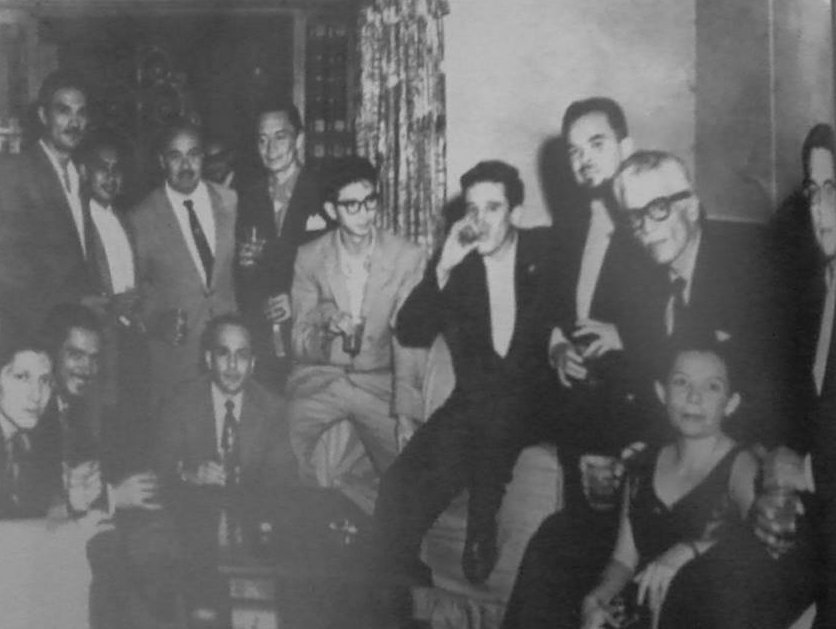
Poeta salvadoreño Roque Dalton de quinto de derecha a izquierda con intelectuales de la Generación comprometida (Círculo Literario Universitario). San Salvador, 1961

En tanto, los alzamientos no armados en El Salvador llegaron a un punto álgido tanto en San Salvador como en Santa Ana y desembocaron en el derrocamiento de Lemus el 26 de octubre de 1960. Dalton estuvo involucrado en los incidentes. El 14 de diciembre de 1959 había caído preso, tras ser capturado por la policía al participar en el abucheo colectivo de un desfile oficial de Lemus. Su esposa interpuso un recurso de exhibición personal ante la Corte Suprema de Justicia. De los once que fueron atrapados por la policía junto a Dalton quedaron liberados nueve, y los dos que se mantuvieron tras las rejas fueron el poeta y el obrero Carlos Hidalgo. Ambos sostuvieron una huelga de hambre por su libertad. Tras el proceso legal, Dalton quedó libre el 7 de enero de 1960. Posteriormente decidió avocarse a la defensa en los tribunales de otros apresados, al darse cuenta de que carecían recursos económicos para hacerse de un abogado. Él mismo llamó a otros estudiantes a través de la Asociación de Estudiantes de Derecho para que se anotaran en la iniciativa.
Para marzo de 1960, y mientras se encontraba en Guatemala por invitación de los estudiantes de la Universidad San Carlos a una semana cultural, volvió a ser apresado esta vez junto a Roberto Armijo. Mientras este fue liberado en el territorio, Dalton terminó expulsado del país debido a sus antecedentes políticos según comunicado de la secretaría de comunicación de la presidencia guatemalteca. Cuando retornó a El Salvador cayó capturado nuevamente el 13 de octubre en el departamento de La Paz en presencia de su esposa. Su paradero permaneció desconocido por varios días e incluso se temió por su vida. Al fin, y tras la presión pública, el gobierno aceptó su arresto, pero también se le inculpó de varios cargos sin fundamento como un viaje a Chile para preparar un sabotaje, o el involucramiento en el asesinato del poeta Armando López Muñoz. De hecho, se le imputaron los delitos de rebelión y sedición por los que podía haber enfrentado la pena de muerte. Sin embargo, tras el derrocamiento de Lemus en octubre los presos políticos fueron liberados, entre los que estaba Roque, quien al salir de la cárcel fue recibido con algarabía y alzado en hombros por el público que le esperaba afuera del recinto.
Pese a esto, Dalton salió expulsado del país en febrero de 1961, pues sucedió que la gobernante Junta Cívico Militar había sido depuesta por un Directorio Cívico-Militar de tendencia conservadora y represiva. Gracias a las gestiones del embajador mexicano en El Salvador, Emilio Calderón Puig, logró asentarse en México donde viajó junto a Alejandro Castrorrivas que se convirtió en su secretario personal. En este país publicó el libro La ventana en el rostro con prólogo de Mauricio de la Selva en el que se hace mención de la afirmación de Asturias que consideraba a Dalton entre los tres mejores poetas jóvenes con que contaba Centroamérica. Inició además estudios de Antropología en la Escuela Nacional de Antropología e Historia, y este conocimiento académico aportaría a una parte prehispánica del poemario Los testimonios (1964). Asimismo, en México conoció a personalidades como León Felipe, Salomón de la Selva, Efraín Huerta, Margarita Paz Paredes y Eraclio Zepeda; aunque su estadía era seguida de cerca por la Dirección Federal de Seguridad.

### Exilio en Cuba

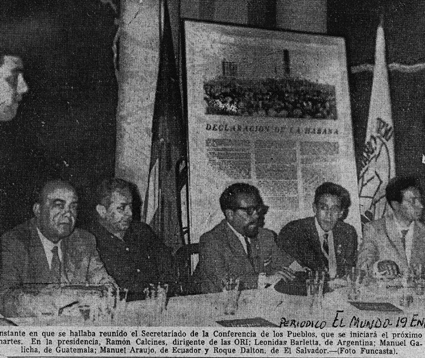
Roque Dalton como representante del país en la Conferencia de los Pueblos en La Habana, 1962.

En los primeros años de su exilio el poeta viajó a Cuba por breve tiempo. En 1962 se trasladó nuevamente para asistir a la Conferencia de los Pueblos como delegado salvadoreño, y se quedó viviendo en La Habana por un año. En este país terminó de formarse como escritor: 

Como poeta, fue en Cuba donde adquirí conciencia de lo que significa escribir en serio, de ser (para emplear una palabra ya vieja) un escritor profesional, alguien que escoge la literatura como oficio.

En el país caribeño trabajó además en la Radio Habana Cuba, Casa de las Américas y en la Unión de Escritores y Artistas de Cuba. Por su amistad con Fayad Jamís, colaboró en el periódico Hoy y también publicó la obra El mar en la editorial La Tertulia. También se dio tiempo para relacionarse con los trabajadores de la zafra cubana. El mexicano Eraclio Zepeda, quien le conoció en ese tiempo, le describía de esta forma:

Esta primera larga estancia en Cuba [...] fue para Roque Dalton una viva academia. Aprendió e inventó muy diferentes áreas del interés humano. Es sin duda el hombre más vital que yo haya conocido: gran poeta y excelente centro delantero en el fútbol, serio estudioso de materias militares y excelente bailarín de mambos, cuidadoso investigador de historia y bebedor de trago largo y risa pronta en los sitios más inauditos de La Habana; comentarista de muy serios asuntos en la radio y dueño de la más amplia colección de cuentos para reír que yo recuerde...

Otra de las actividades que había ocupado el tiempo de Dalton en Cuba, junto a Castrorrivas, fue el adiestramiento militar en 1961. Esa era una labor que formaba parte de la estrategia del PCS para la lucha armada, aparte de apoyar a la isla contra cualquier invasión desde los Estados Unidos como la ocurrida en Bahía de Cochinos. Sin embargo, el mismo Castrorrivas fue testigo de la ineptitud del poeta para dichas tareas. Por el contrario, existe la versión que debido a su aplicación durante la instrucción logró ser entrenado para convertirse en agente de la Dirección General de Inteligencia cubana (DGI). Por otra parte, su trabajo literario se volvía infatigable: en 1963 ganó una mención honorífica por parte de Casa de las Américas con el poemario El turno del ofendido y salió a la luz su monografía El Salvador. Además conoció en Cuba a su hermana por parte de padre, Margarita Dalton.
El año 1964 retornó a El Salvador, pero cayó capturado por la policía. En ese lapso no reportó ninguna actividad a la DGI y acabó expulsado del territorio. Retornó en junio y volvió a caer preso el 4 de septiembre mientras departía en un bar con otros amigos. Fue trasladado a Cojutepeque y sometido a interrogatorio en el que intervino el agente de la CIA Harold F. Swenson, quien le cuestionó sobre sus vínculos con Cuba y de paso le propuso trabajar como espía para la agencia, pero el poeta se negó.
Las largas jornadas se extendieron incluso en la casa de un militar salvadoreño en un ambiente más relajado pero sin provecho alguno para Swenson, pese a que Dalton fue careado con un desertor cubano de la DGI. El poeta, quizás alargando el tiempo para que afuera de la cárcel se pidiera por su liberación, negaba cualquier vínculo con el gobierno cubano. Se envió nuevamente a Cojutepeque, de donde, según contó a la prensa salvadoreña, el 25 de octubre se escapó «aprovechando una debilidad en la pared de mi celda ocasionada por temblores y trabajos de construcción en las cercanías», después llegó por su cuenta a San Salvador. La versión de Castrorrivas, muy por el contrario, aseguraba que salió por intermediación del antropólogo Geoffroy Rivas.
Pese a que pudo escabullirse a Guatemala fue atrapado por los agentes de seguridad de este país quienes le trasladaron a la frontera con México, donde, casi en harapos, también fue sometido a interrogatorio. Al lograr retornar a Cuba, fungió como parte de consejo de colaboración de Casa de las Américas.

### En Checoslovaquia
El año 1965 se trasladó a Checoslovaquia. Allí ejerció como representante del PCS ante el Consejo de Redacción de la Revista Internacional, órgano de difusión de los partidos comunistas a nivel mundial; y también se instalaría en Praga junto a su esposa y sus tres hijos. De acuerdo a Jorge Arias Gómez, quien le visitó en ese tiempo, la familia vivía en estrechez económica por el modesto salario que recibía Dalton. Aparte de esto, el poeta fue vapuleado tras ser objeto de un asalto que le dejó con graves lesiones.

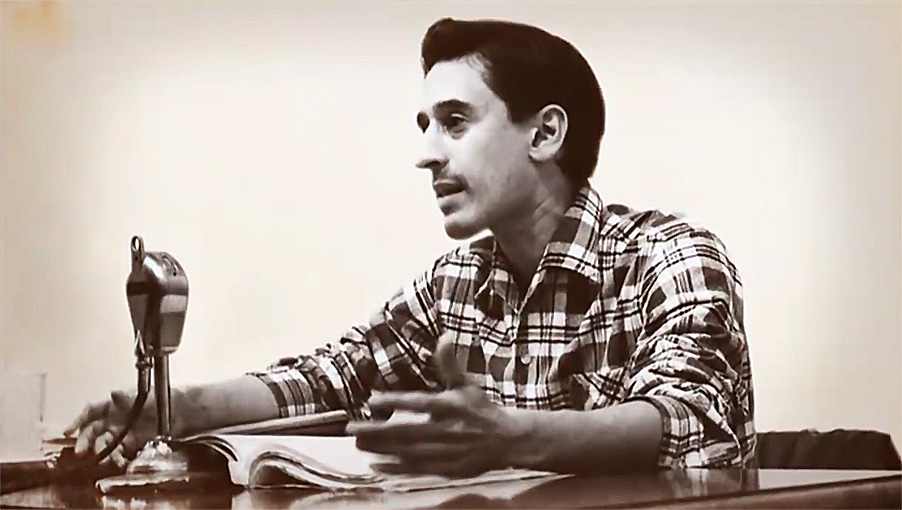
Roque Dalton Era un poeta y cronista, se considera El libro de Miguel Mármol uno de las más poderosas obras del poeta y un clasico en la literatura de América Latina.

En Checoslovaquia conoció al sindicalista salvadoreño Miguel Mármol, y fruto de sus conversaciones surgió el libro Miguel Mármol. Los sucesos de 1932 en El Salvador. El libro de Miguel Mármol de Roque Dalton, es una obra testimonial que narra las experiencias de Miguel Mármol, un militante comunista salvadoreño que participó de forma activa en la organización del levantamiento campesino de 1932. Miguel relata la forma en que la crisis económica de los años 30 y otros descontentos desembocaron en una rebelión. A pesar de ser parte de la organización del levantamiento, fue apresado y estuvo a punto de ser fusilado, logrando escapar y viviendo de forma clandestina para evitar ser encontrado. El testimonio de Mármol ha sido una pieza clave para poder conocer las injusticias y desigualdades por parte del General Maximiliano Hernández Martínez hacia los campesinos. Esta obra no solo es un relato testimonial, sino una reflexión sobre  los acontecimientos que han dejado una huella en la historia salvadoreña. En 1967 se enteró de la muerte de Ernesto Guevara, de quien escribió: 

Su desaparición física es un hecho irreparable para el cual no debemos escatimar lágrimas de hombres y revolucionarios; la actitud fundamental a que nos obliga su actual inmortalidad histórica es la de hacernos verdaderamente dignos de su ejemplar revolucionario.

### De vuelta en Cuba

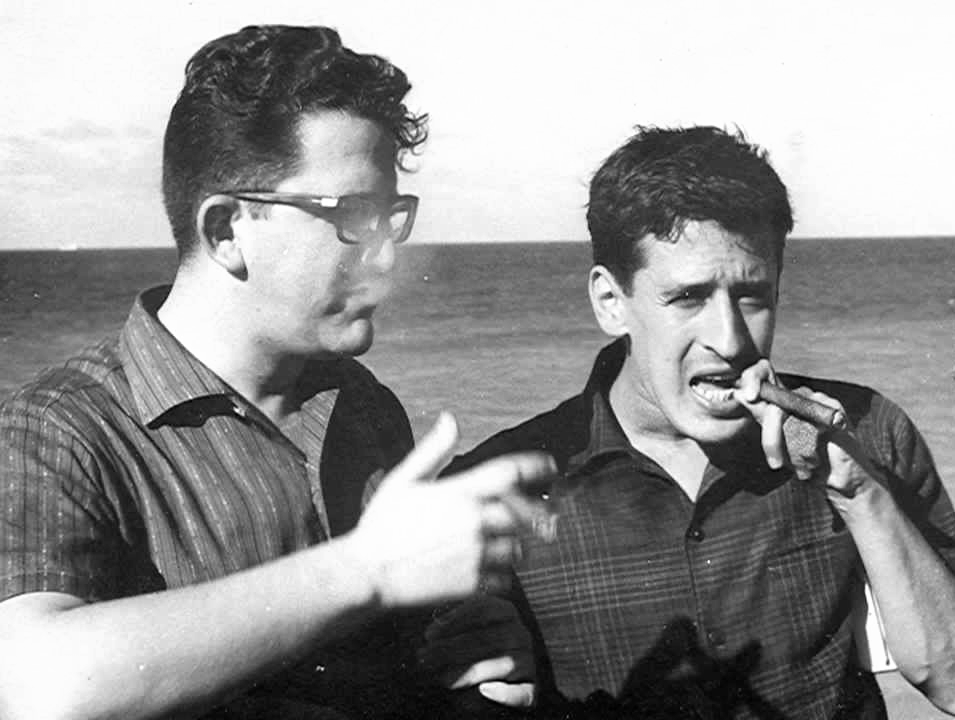
Roque Dalton (derecha) junto a Heberto Padilla en La Habana.

Mientras se encontraba en México en el año 1968, a Roque le indignó la invasión del ejército soviético a Checoslovaquia; por lo que esperaba una condena de parte del Secretario General del Partido Comunista de Cuba, Fidel Castro, lo que no ocurrió. Ese año regresó a Cuba donde pidió su separación del PCS, partido que se encontraba en crisis interna por la deserción de militantes que posteriormente se sumarían a la lucha armada. También dedicó su tiempo a las actividades literarias: publicó una selección de cuentos de Salarrué y la Editorial Universitaria de la Universidad de El Salvador,  dirigida por Ítalo López Vallecillos, imprimió la antología Poemas lo que se considera la primera consagración de su obra en el país. Además escribió junto a Nina Serrano la obra producida para la televisión cubana Dalton y cía donde tienen protagonismo los «hermanos Dalton», personajes que engendraron varios mitos sobre los ancestros del poeta.
Para 1969 su libro Taberna y otros lugares, el más celebrado por los críticos de su obra, ganó el Premio de Poesía de Casa de las Américas. Para este tiempo había cambiado su admiración por Miguel Ángel Asturias, al acusarlo de traición junto a otros intelectuales de izquierda por haber aceptado el cargo de embajador durante el gobierno de Julio César Méndez Montenegro.
La vida intelectual en la isla se volvió intensa. Vivía en el barrio El Vedado de la ciudad de La Habana, cerca de la sede de Casa de las Américas. En esos años logró terminar su obra Un libro rojo para Lenin y Las historias prohibidas del pulgarcito. Sin embargo, crecía el dilema personal de incorporarse al proceso revolucionario en su país o dedicarse a su trabajo literario.
En 1970 creció su decisión de integrarse a la lucha armada en El Salvador, tras renunciar al comité de colaboración de Casa de las Américas. Ese año, dicha organización había convocado al premio de poesía, por lo que invitaron a un grupo de intelectuales extranjeros para que sirviera como jurado, uno de ellos era el nicaragüense Ernesto Cardenal. Lo peculiar del caso era que algunos miembros del jurado querían entrar en contacto con la realidad cubana, lo que Casa de las Américas no compartía. En medio de estas discordancias se encontraba Roque Dalton quien finalmente se mostró en desacuerdo con la actitud de las autoridades cubanas y especialmente tuvo un altercado con Roberto Fernández Retamar.

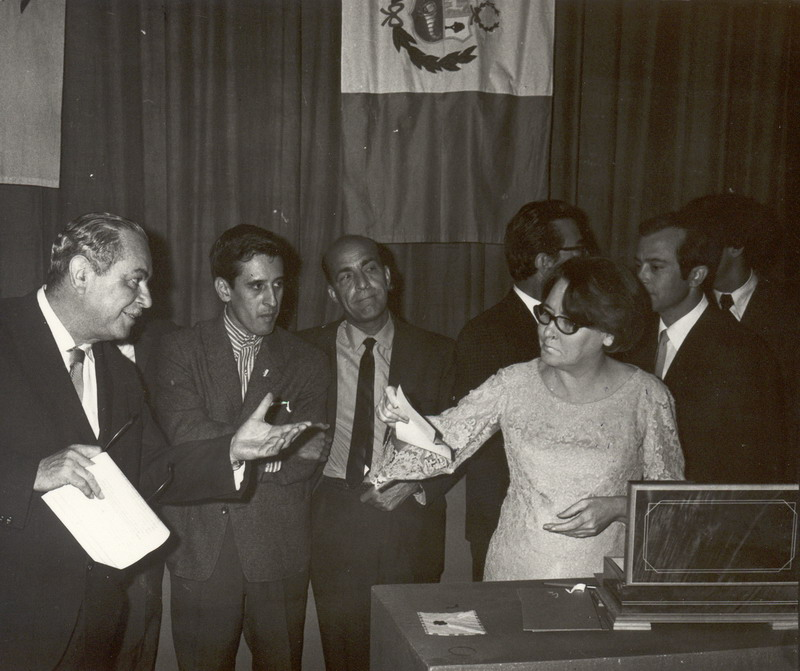
Manuel Galich, Dalton, Onelio Jorge Cardoso y Haydée Santamaría en una reunión de la Casa de las Américas.

Ante la intransigencia de la organización, Roque renunció a Casa de Las Américas el 20 de julio por medio de dos cartas, una dirigida a Retamar y otra a Haydée Santamaría. En esa etapa el poeta Ernesto Cardenal dejó plasmado en su libro En Cuba, una opinión nada favorable de Dalton sobre los partidos políticos comunistas de América Latina y en especial el de su país: 

... son lo más corrompido que te podés imaginar. Te hablo con conocimiento de causa, porque soy miembro militante del Partido Comunista de mi país. Pero yo entré al Partido Comunista Salvadoreño porque creo que las personas decentes deben entrar a esos partidos y no dejarlo solo a los cabrones.

Se dice que Dalton acusaba al PCS de ubicarse a la «derecha del movimiento revolucionario» y sugería construirlo a partir de las «vanguardias armadas». Además, ese tiempo coincidió con el desencanto de Dalton con la política oficial cubana. El primer desengaño fue con el tratamiento de «reaccionario» por parte de la Unión de Escritores y Artistas de Cuba al poeta Heberto Padilla en el prólogo del poemario Fuera del juego que había ganado un premio adjudicado por dicha entidad en 1968. La segunda decepción ocurrió en 1971 cuando el Congreso Nacional del Sindicato de Trabajadores de la Educación, la Cultura y el Deporte, dejó la impresión que la literatura debía ejercer una función más bien propagandística y subsumida a la función educativa.

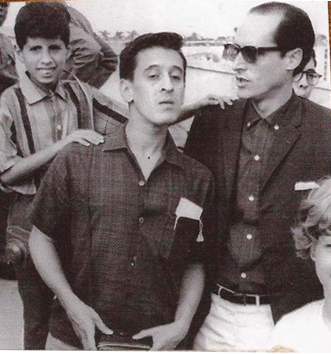
Dalton y Roberto Fernández Retamar.

Para 1972 se publicó su libro Miguel Mármol.... También apareció publicado un artículo de su autoría en la revista Marcha, donde denunciaba la intervención estadounidense en las elecciones salvadoreñas de ese año en la que a la oposición le fue arrebatada la victoria electoral en favor de los militares. Para 1973 se encontraba en Chile, invitado por el gobierno de Salvador Allende, y en la revista Casa apareció otro artículo en el que protestó contra la intervención militar en la Universidad de El Salvador. Para este tiempo, se dice que intentó unirse a las recién fundadas Fuerzas Populares de Liberación (FPL), pero fue rechazado por el líder Salvador Cayetano Carpio quien creía que servía mejor a la causa como poeta y escritor marxista que como combatiente. Sin embargo, él mantenía la convicción que solo la lucha armada llevaría a El Salvador al cambio.

### Clandestino en El Salvador

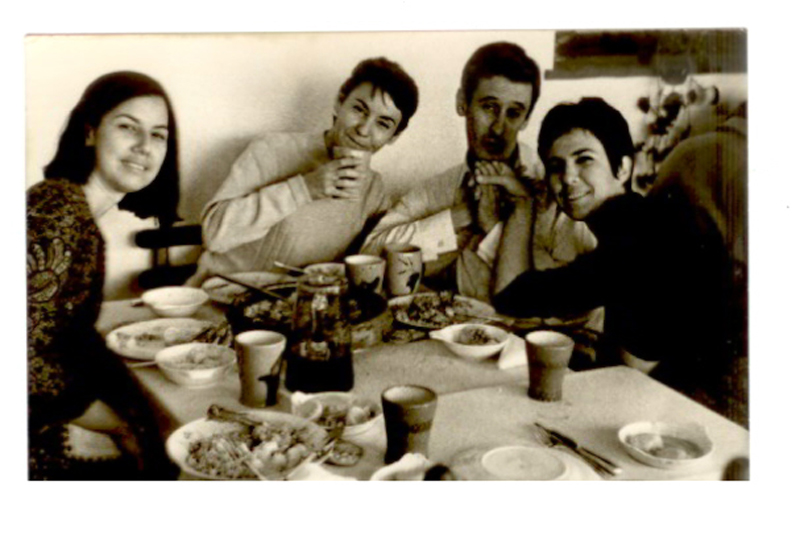
Escritoras y colaboradoras guerrilleras junto al periodista salvadoreño Roque Dalton García..

Para incorporarse al movimiento revolucionario de su país, La Habana le contactó con Alejandro Rivas Mira (de seudónimo Sebastián Urquilla), dirigente del Ejército Revolucionario del Pueblo (ERP). Cuba brindaría apoyo a dicha organización y el enlace sería el mismo Dalton como asesor de comunicaciones y de estrategia política y militar. Se dice que arribó a El Salvador el día de Nochebuena de 1973, y se identificó con un nombre diferente: Julio Delfos Marín (o también Julio Dreyfus Marín).  Se sabe que se sometió a cirugía plástica para cambiar su rostro, la cual fue realizada por los mismos especialistas que trataron al Ché Guevara cuando ingresó a Bolivia.  Para ese entonces comenzó a escribir los Poemas clandestinos que se publicarían después de su muerte. 

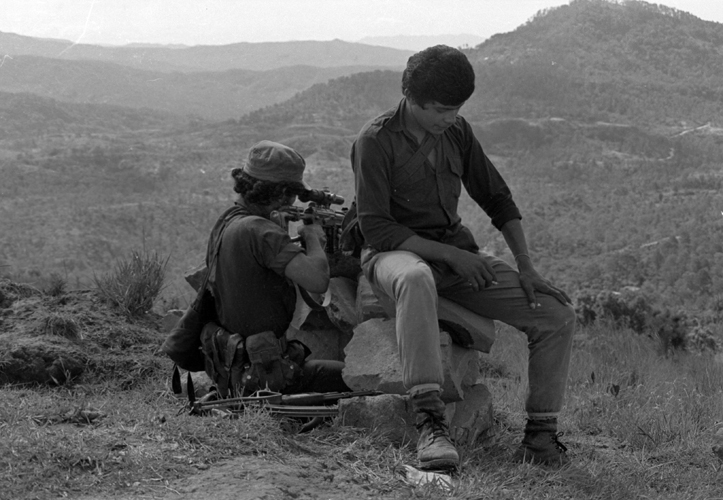
ERP combatientes en Perquín, El Salvador 1990

Pese a que trabajó en actividades de propaganda y redacción de folletos políticos, los conflictos con los dirigentes comenzaron a surgir. Aparte que la diferencia de edad era notable con respecto a los militantes del ERP, mucho más jóvenes, Dalton introdujo la polémica en una organización inmersa en conflictos internos. Por documentos posteriores dados a conocer por el ERP tras su muerte, se reveló la lucha entre la tendencia denominada como «burocrática» al mando de «pequeños burgueses pensantes», representados por el mismo Dalton, que se oponía a la tendencia «operativa» encabezada por Rivas Mira, que más bien ponía énfasis en la «conducción política y militar». Ambos chocaron en la defensa de sus posiciones y las diferencias de personalidades se hacían notar: Dalton era intelectual y Rivas Mira autoritario; y en lo ideológico, el poeta se inclinaba por una lucha prolongada, mientras que Rivas Mira proponía la acción inmediata de la lucha armada.
Esta última tendencia terminó de imponerse en la organización y las acusaciones sobre el poeta comenzaron a surgir. Se le culpó de encabezar esa misma «tendencia pragmática y pequeño burguesa» y por tanto «revisionista». Y con su verdadera identidad revelada, se le acusó de ser un agente cubano en el país para infiltrar el movimiento guerrillero, es decir, que formaba parte del denominado «revisionismo internacional» que interfería en el proceso revolucionario exclusivo del pueblo y que no era parte del juego político de las superpotencias (llámese la Unión Soviética o los Estados Unidos). Aparentemente, al no ser consistente ese cargo, se le acusó de pertenecer a la CIA, por el posible contacto que tuvo con los estadounidenses tras salir de la prisión de Cojutepeque. Aparte, se aducían ciertas faltas de indisciplina del intelectual en un momento en que se esperaba un alzamiento popular.

### Asesinato
La pugna entre la corriente militarista del ERP y sus opositores, tuvo como resultado el apresamiento de Dalton y su compañero Pancho (José Armando Arteaga) —a quien supuestamente instigó una conducta en «rebeldía»— el día 13 de abril. Se dice que ante la peligrosa situación, Eduardo Sancho y Lil Milagro Ramírez, su compañera de vida en ese tiempo, trataron de convencerle de huir para salvar su vida, pero él se negó, incrédulo, sobre la base de que aún tenía confianza en sus compañeros.
Para el 1 de mayo se escindió la llamada Resistencia Nacional del ERP, lo que provocó que la dirigencia de este grupo ordenara la ejecución de varios de ellos, que al parecer fueron fallidos. En consecuencia, se decidió la ejecución de Dalton y Pancho, presuntamente el 10 de mayo. La orden partió de Alejandro Rivas Mira. Un comunicado del ERP después del hecho consigna estas palabras: «La ejecución de Dalton desencadenó una furiosa campaña de parte de la “intelectualidad” pequeño burguesa... piensan colocarse ellos como sector a través de la bandera de Dalton, poeta y escritor, ya que es esto lo que vuelve importante su muerte y lo convierte en el héroe cuando la verdad es que fue víctima y hechor de su propia muerte».
Se sabe que se le realizó un juicio sumario en el que Eduardo Sancho actuó como su defensor. Además, se dice que la acusación de pertenecer a la CIA se fundamentó en hechos imprecisos, como un relato del libro Pobrecito poeta que era yo..., en el que Dalton describe su captura y posterior interrogatorio por parte de agentes estadounidenses.
En esos momento, la misma familia de Dalton desconocía su paradero, hasta que en septiembre un comunicado de Casa de las Américas, a través de Radio Habana, confirmó su muerte. Un periódico salvadoreño recogió la noticia con esta descripción: «Dalton ingresó con instrucciones de La Habana a la célula salvadoreña, pero aquí [en El Salvador] lo encontraron muy moderado, “revisionista”, “vendido al imperialismo”, “al servicio de la CIA” [...] Los informantes enfatizaron que los asesinos son maoístas, o cheguevaristas, quienes encontraron al poeta fuera de su línea, y como traidor, cosa inexplicable, concluyeron». En documentos posteriores de la organización guerrillera, se reconoció que el señalamiento de pertenecer a la CIA había sido «un montaje para eliminar a alguien a quien solo podían acusar de ser un intruso y un aventurero. “Un indisciplinado que era perjudicial y dañino para el proceso revolucionario salvadoreño”».
De acuerdo a un informe de la misión de observadores de las Naciones Unidas en El Salvador (Onusal) Dalton habría sido ejecutado en El Playón, una zona de restos volcánicos del volcán de San Salvador. Su cadáver y el de Pancho fueron dejados a la intemperie donde los animales salvajes los devoraron. En contrapartida, la familia del poeta ha aseverado que el crimen tuvo lugar en una casa del barrio Santa Anita de San Salvador y sus cuerpos abandonados posteriormente en aquel lugar. Arias Gómez también dejó el testimonio de que ambos fueron adormecidos con somníferos y posteriormente asesinados. Hasta el mes de mayo de 1998 la Alcaldía de San Salvador no extendió la partida de defunción a los familiares del poeta.

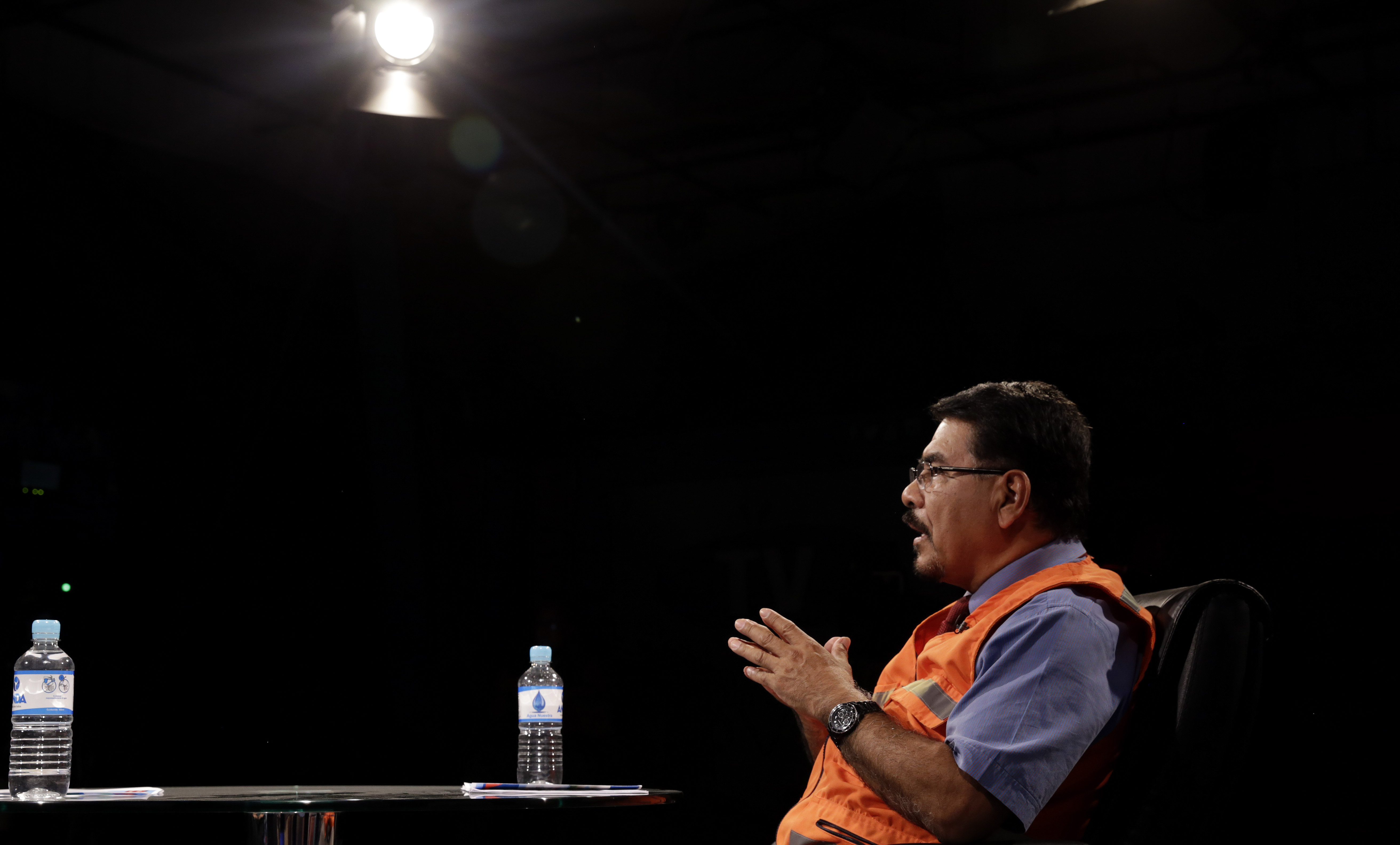
Jorge Meléndez 2016.

Los involucrados en la decisión de ejecutar al poeta nada han revelado sobre las circunstancias en que se desarrollaron los hechos. Para el mes de mayo de 2010, los hijos de Dalton, Jorge y Juan José, interpusieron una denuncia en contra de dos de los sobrevivientes de la dirigencia del ERP de aquellos años, Jorge Meléndez y Joaquín Villalobos, alegando un crimen de lesa humanidad, cargo que consideraban no era exclusivo del Estado como sujeto activo. Pero dos años después la demanda fue desestimada por un juzgado de primera instancia, y ratificada por un tribunal de apelación, al considerarse un delito común y por tanto ya prescrito.

## Humor daltoniano
Para quienes le conocieron, Roque Dalton tenía una «personalidad de gran magnetismo y un humor corrosivo». Reveladores son los pasajes que se han escrito acerca de esta particularidad del poeta; por ejemplo, para Elena Poniatowska: 

Roquito hacía reír hasta a las piedras, como lo escribió Eduardo Galeano. Hacía reír porque rompía los lugares comunes. Nadie menos solemne que Roque Dalton, nadie más capaz de hacer reír hasta las horas negras, más dispuesto a aventarse a pecho abierto contra el peligro, nadie más accidentado.

Por su parte, Ernesto Cardenal ha dejado esta impresión: 

Roque Dalton yo lo recuerdo riendo. Flaco, de un blanco pálido, huesudo, narizón como yo, y siempre riendo. No sé por qué siempre te recuerdo riendo, Roque Dalton. Un revolucionario reidor. No es que los revolucionarios sean especialmente serios ni mucho menos, pero es que él era un revolucionario especialmente reidor. Se reía en primer lugar de él mismo. Se reía de cosas ridículas de El Salvador, y siempre estaba hablando de El Salvador y es que quería muchísimo a su país, Pulgarcito. Se reía de la burguesía salvadoreña naturalmente, y nos hacía reír a todos. Se reía de los jesuitas con los que se había educado y en cuyo colegio había «perdido la fe» (también se reía de esta expresión) para entrar al Partido Comunista y también se reía de cosas de su Partido Comunista (pero de todos modos era su partido).

Y también Claribel Alegría ha expresado: 

Su ética y su estética personales, forjadas en la incandescente realidad de El Salvador, produjeron a un ser humano cuya poesía y vida personal eran una sola cosa. Tenía el gran don del sentido del humor, se burlaba de todo, empezando por sí mismo, y eso lo salvó de la mojigatería que suele acompañar al fervor revolucionario.

Se dice que el argentino Julio Cortázar aseveraba que «hablar con Roque era como vivir más intensamente, como vivir por dos». Además, dejó este retrato del poeta: 

Roque Dalton era un hombre que a los cuarenta años daba la impresión de un chico de diecinueve. Tenía algo de niño, conductas de niño, era travieso, juguetón. Era difícil saber y darse cuenta de la fuerza, la seriedad y la eficacia que se escondían detrás de ese muchacho.

Inevitable que su humor se trasladara a su poesía, Mario Benedetti señaló que la agudeza de Dalton, plasmada en sus poemas, partía de una «verdad estricta», por lo que si el lector se atiene a su humor poético, se puede caer en «el riesgo de dar una imagen superficial de su actitud ante la vida». Específicamente, la preocupación de Dalton fue su patria, El Salvador, con la que tuvo una relación de amor/odio, hasta el punto de ridiculizarla, aunque en el fondo existía un «imborrable trazo de amor».
Se afirma que los aportes de Dalton «a la literatura nacional y latinoamericana son la incorporación del humor al lenguaje poético, el sarcasmo en la metáfora, la burla en el enfrentamiento político e ideológico con el sistema». Y es que Roque Dalton, con su humor y el uso de elementos de la identidad salvadoreña, se enfrentó al poder, incluso dentro de la misma izquierda revolucionaria, aunque esa irreverencia le llevara también a un trato injusto de ciertas figuras como Alberto Masferrer o Hugo Lindo, como lo han considerado algunas opiniones, entre ellas la de David Escobar Galindo.
No obstante, «por ese humor implacable para señalar y reír de los terribles “Papas” ideológicos, le fue difícil su militancia política, independientemente —o sobre todo— de que la tradición de rechazo a los intelectuales viniera desde la fundación de las organizaciones revolucionarias que luego le darían muerte».

## Obra

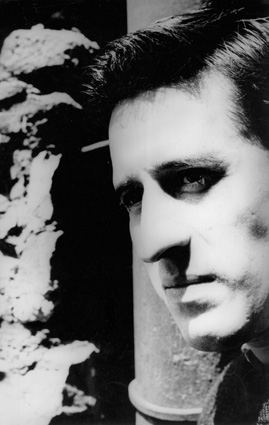
Imagen tomada en Praga por el fotógrafo cubano Salvador Corratgé.

Para Luis Melgar Brizuela, el estudio de la poesía de Roque Dalton es un «reto mayúsculo [...] por lo amplio y desigual de su obra». Pese a todo, y como conocedor de su obra, distingue tres grandes periodos: El primer Dalton de los años 1956-1964, donde resalta la influencia de Pablo Neruda, y los temas que rondan «el indigenismo, lo lírico-social, lo erótico autobiográfico, lo político, la melancolía y la muerte...» En esa etapa, recibió también influencia de Pedro Geoffroy Rivas y César Vallejo, y para Rafael Lara Martínez «el contenido ético de su poesía lo justifica en nombre de Miguel Ángel Asturias». Los trabajos representativos son La ventana en el rostro, El turno del ofendido y Los testimonios. 
El segundo Dalton (1965-1971) es el periodo de plenitud poética con versos libres más «desbordados y un mayor prosaísmo». Hay un predominio de «la ironía, la metonimia y la antítesis», y se caracteriza por el «humor, la autoburla, la irreverencia rayana en blasfemia, la crítica dura, el erotismo, y el sentido sacrificial que el poeta prevé para sí mismo», así como el conflicto interno entre cristianismo y marxismo. Coincide con su etapa más intensa de militante y escritor, con la ruptura con el Partido Comunista Salvadoreño y Casa de las Américas. Aquí sus ideas son más radicales, pues la lucha armada es la única opción «para hacer realidad el proyecto socialista en Latinoamérica». Obras de estos años son Taberna y otros lugares, El amor me cae más mal que la primavera, Un libro levemente odioso y Los hongos. Para Lara Martínez, ya con El turno del ofendido, Dalton había renegado de su «pasado nerudiano» y se hace parte del «credo poético del peruano César Vallejo».
En el tercer Dalton (1971-1975) existió mayor radicalidad política, un retorno al «verso libre convencional», de «mayor narratividad, y de dialogía y teatralidad media», y una «preocupación mayor por el testimonialismo, con cierto énfasis en la cultura nacional popular», aunque pierde sus «valores estéticos por exceso de ideología y de pragmatismo político». De esta época son los poemarios: Un libro rojo para Lenin, Las historias prohibidas del pulgarcito y Poemas clandestinos.
Toda esa complejidad demuestra, por tanto, que pese a estar alineado con el marxismo, hasta el punto que Regis Debray afirmó que era «uno de los mejores conocedores de la historia del marxismo internacional y, en particular, latinoamericano», la obra de Dalton se considera heterodoxa; de hecho se afirma que nunca se apartó del cristianismo. Su temática, por tanto, abarca «la muerte, la figura de Cristo, lo indígena, el amor, la bohemia, la metapoética, la risa», y su «obsesión central» es la búsqueda de la transformación de su país, El Salvador.
Tras la consecución del Premio Casa de las Américas en 1969, el escritor y poeta uruguayo Mario Benedetti realizó una esclarecedora entrevista a Roque Dalton que apareció en la revista Marcha, en la que dejó plasmada los principios ideológicos y políticos que guiaron su obra. Especialmente, se destaca un fragmento acerca de su compromiso político y su trabajo literario:

Mario Benedetti: Por los fragmentos que conozco de tu libro, y por lo que ahora me cuentas, veo que podría ser considerado como poesía comprometida. Ahora bien, ¿qué sentido le das al compromiso?

Roque Dalton: Me parece que para nosotros latinoamericanos ha llegado el momento de estructurar lo mejor posible el problema del compromiso. En mi caso particular, considero que todo lo que escribo está comprometido con una manera de ver la literatura y la vida a partir de nuestra más importante labor como hombres: la lucha por la liberación de nuestros pueblos. Sin embargo, no debemos dejar que este concepto se convierta en algo abstracto. Yo creo que está ligado con una vía concreta de la revolución, y que esa vía es la lucha armada. A este nivel, entiendo que nuestro compromiso es irreductible, y que todos los otros niveles del compromiso teórico y metodológico de la literatura con el marxismo, con el humanismo, con el futuro, con la dignidad del hombre, etc., deben discutirse y ampliarse, a fin de aclararlos para quienes van a realizar prácticamente ese compromiso en su obra y en su vida; pero en nosotros, escritores latinoamericanos que pretendemos ser revolucionarios, el problema del compromiso de nuestra literatura debe concretarse hacia una determinada forma de lucha.

En ese encuentro, también dejó constancia de los literatos que habían ejercido una importante influencia en su obra, entre ellos destacó a César Vallejo, Henri Michaux, Jacques Prevert, Saint-John Perse, T. S. Eliot, y Ezra Pound, y dio crédito además a otros géneros como el cuento, el cine y novela, entre cuyos autores mencionó a William Faulkner y Ernest Hemingway.
Desde su exilio en México, Dalton se convirtió en el autor más conocido de El Salvador, y era considerado el líder de su generación: el «más audaz en términos estéticos y políticos», y por tanto muy polémico. Dalton se ha considerado el máximo exponente de la poesía social revolucionaria en El Salvador, el autor de una de las producciones literarias más influyentes en la segunda mitad del siglo XX en este mismo país; y una figura entre los mejores representantes de la poesía en Latinoamérica.
Desde los años setenta, años previos al estallido de la guerra civil salvadoreña, la leyenda alrededor de la vida de Dalton comenzó a gestarse, pero al mismo tiempo su obra también fue proscrita del país. Una vez finalizada la Guerra Fría, sus creaciones vieron nuevamente la luz y no escapó de convertirse en un «producto más de consumo». Sin embargo, no han faltado las investigaciones y reimpresiones de sus trabajos, entre los que se destacan la antología En la humedad del secreto de Rafael Lara Martínez de 1994; el primer esbozo biográfico: El ciervo perseguido de Luis Alvarenga, de 2002, y la recopilación de la poesía completa en tres tomos No pronuncies mi nombre, que fueron editados por el Consejo Nacional para la Cultura y el Arte (Concultura) en el 2005.
Libros publicados:
- Mía junto a los pájaros, plaquette, San Salvador, 1957.
- La ventana en el rostro, poesía, Ediciones de Andrea, México, 1962.
- El turno del ofendido, poesía Casa de las Américas, La Habana, 1962.
- El mar. Variaciones, poesía, Ediciones La Tertulia, La Habana, 1962.
- El Salvador, monografía, Casa de las Américas, La Habana, 1963.
- César Vallejo, Cuadernos de la Casa de las Américas, La Habana, 1963.
- Los testimonios, poesía, Ediciones Unión, La Habana, 1964.
- Taberna y otros lugares, Casa de las Américas, La Habana, 1969.
- Miguel Mármol. Los sucesos de 1932 en El Salvador, testimonio, Editorial Universitaria Centroamericana, Costa Rica, 1972.
- Pobrecito poeta que era yo...,  novela, Editorial Universitaria Centroamericana, Costa Rica, 1975.
- Poemas clandestinos, El Salvador, 1975 (Universidad Autónoma de Puebla, México, 1980).
- Las historias prohibidas del Pulgarcito, Siglo XXI, México, 1974.
- Un libro levemente odioso, con prólogo de Elena Poniatowska,  La Letra Editores, México D.F., 1988.
- Un libro rojo para Lenin,  Editorial Nueva Nicaragua, Managua, 1986.
- Últimos poemas, Nuestra América, Buenos Aires, 2005.

## Legado

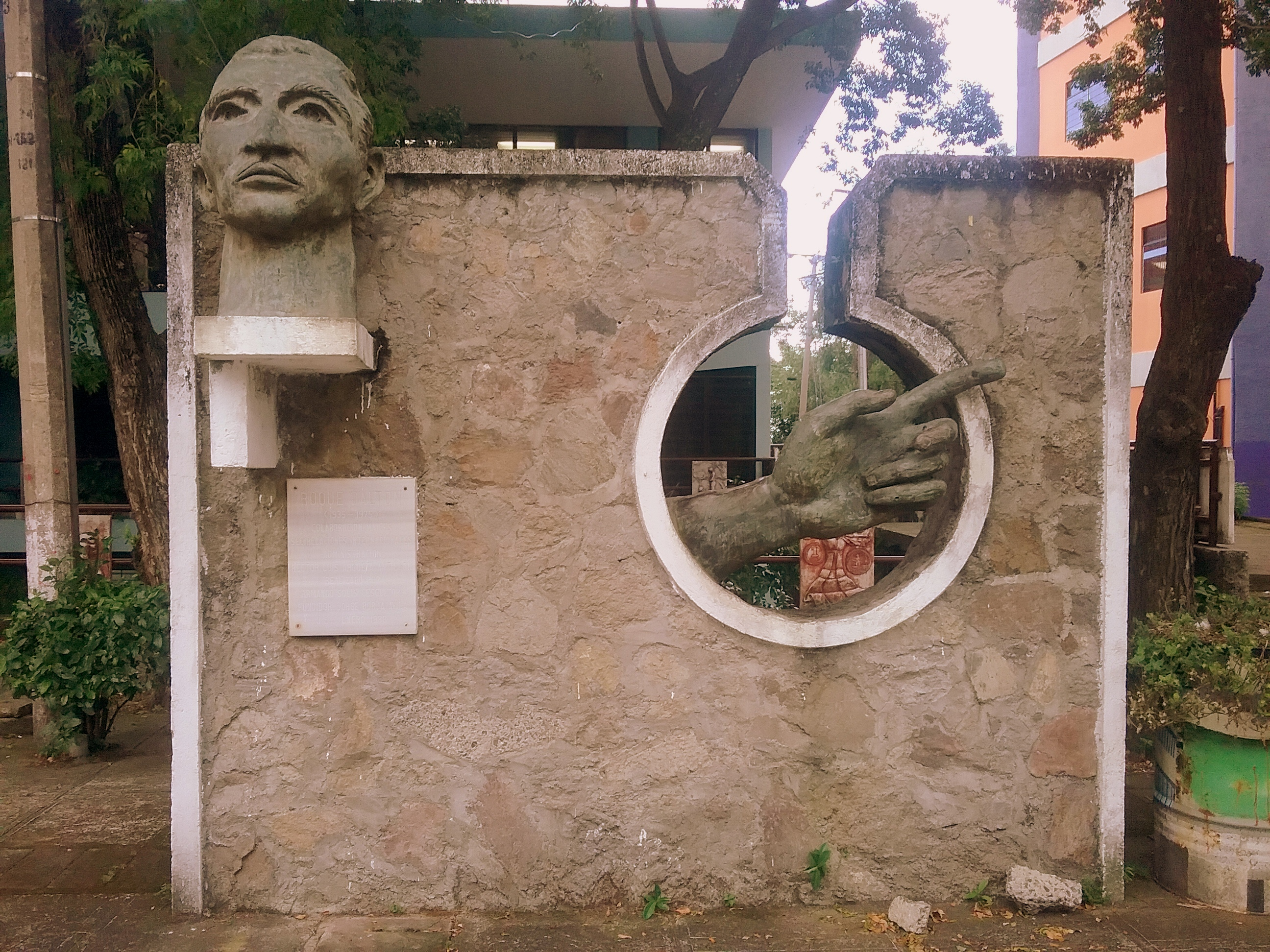
Monumento a Roque Dalton en la plaza de la Cultura de la Universidad de El Salvador.

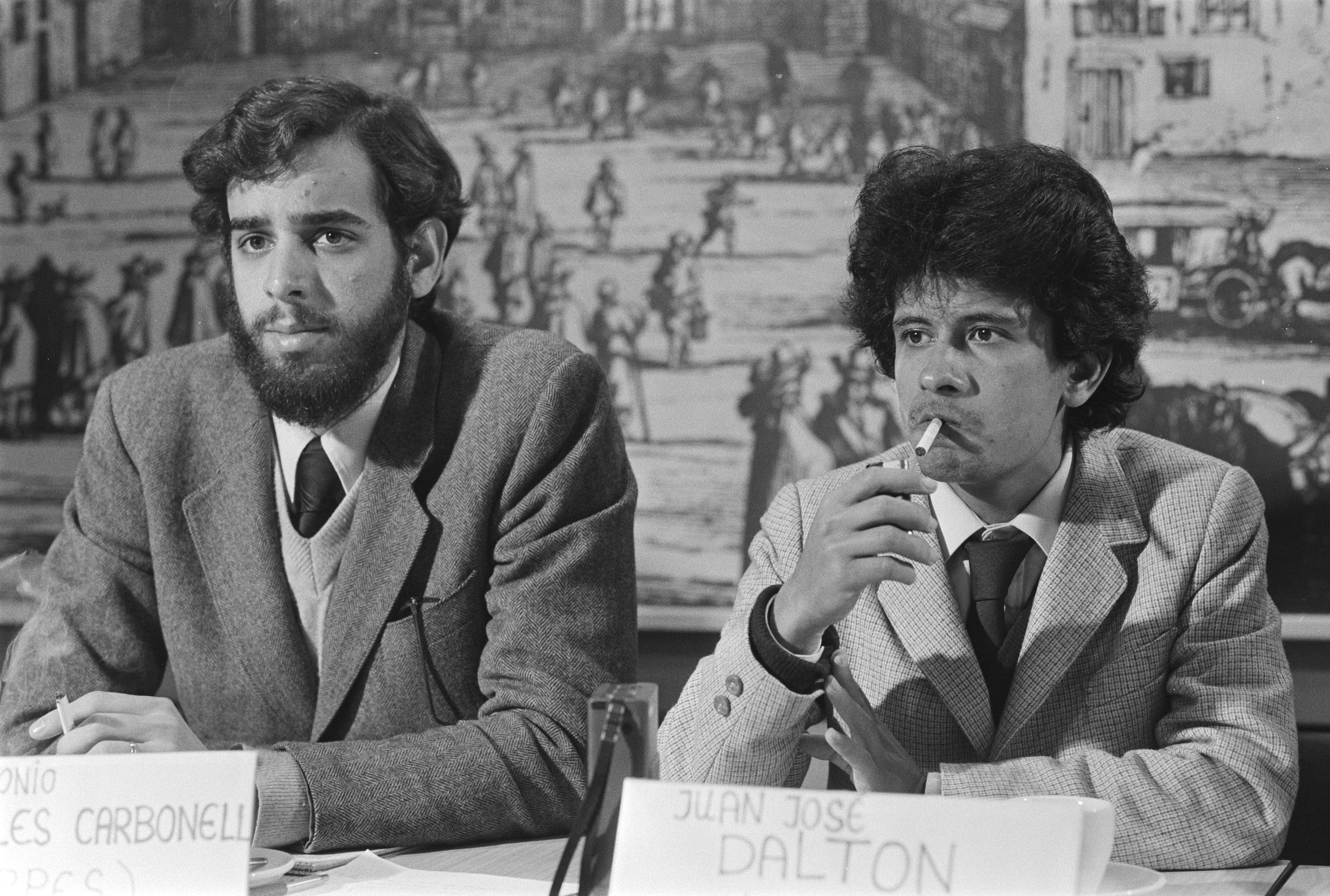
Los dos hijos de Roque Dalton, Roquito (es decir, Roque Dalton Jr.) y Juan José (también conocido como «El Vaquerito»), se unieron a la FPL y fueron miembros fundadores de la FMLN en 1980. Juan José (cuyo nombre de guerra de la FPL fue Joaquín) tuvo el honor de tener el discurso principal en el desfile fundacional del FMLN en Cuba.

La creación literaria de Dalton comprende 13 poemarios, una novela, un testimonio, alrededor de tres piezas de teatro,  cuentos, reseñas críticas, ensayos literarios y políticos, gran parte de ellos dispersos en revistas. Parte de su poesía ha sido traducida al inglés, francés, checo, ruso e italiano. Para Luis Melgar Brizuela su mayor influencia abarcó el periodo desde 1967 hasta la finalización de la guerra civil salvadoreña en 1992, especialmente en sectores literarios e intelectuales de izquierda, entre ellos los grupos literarios Piedra y Siglo, La Masacuata y Xibalbá; así como en el contenido de revistas Abra y Taller de Letras de la Universidad Centroamericana «José Simeón Cañas», así como el Suplemento literario 3000 de Diario Co Latino; y las revistas Amate, y La Universidad. Incluso organizaciones como la Segunda Marquetalia lo reivindican como parte importante de su influencia.

## Homenajes y reconocimientos
- Exposición itinerante «La palabra del volcán» del Museo de la Palabra y la Imagen.
- Nombramiento del Teatro de Cámara Municipal «Roque Dalton» en San Salvador.
- Monumento a Roque Dalton en Plaza de las Culturas de la Universidad de El Salvador.
- «Medalla Roque Dalton» entregada en México por parte de la Cooperación con la Cultura y la Ciencia en El Salvador.
- Nombramiento de «Poeta Meritísimo» por parte de la Asamblea Legislativa salvadoreña en 1997.[88]
- Nombramiento de «Hijo Meritísimo de El Salvador» por parte de la Asamblea Legislativa salvadoreña en 2003.
- Nombramiento de la Pinacoteca Roque Dalton de la Universidad de El Salvador en 2004.
- Declaración del «Día de la poesía» en El Salvador cada 14 de mayo, fecha de nacimiento de Roque Dalton, por medio del Decreto Legislativo N.º 374, del 9 de mayo de 2013, publicado en el Diario Oficial N.º 99, Tomo N.º 399, del 31 de mayo de 2013.[89]
- Doctorado honoris causa por parte de la Universidad de El Salvador en 2014.
- Premio Latinoamericano de Cine «Roque Dalton» por parte de Radio Habana Cuba.
- Las disidencias de la Segunda Marquetalia han manifestado su inspiración en Roque Dalton.[90]

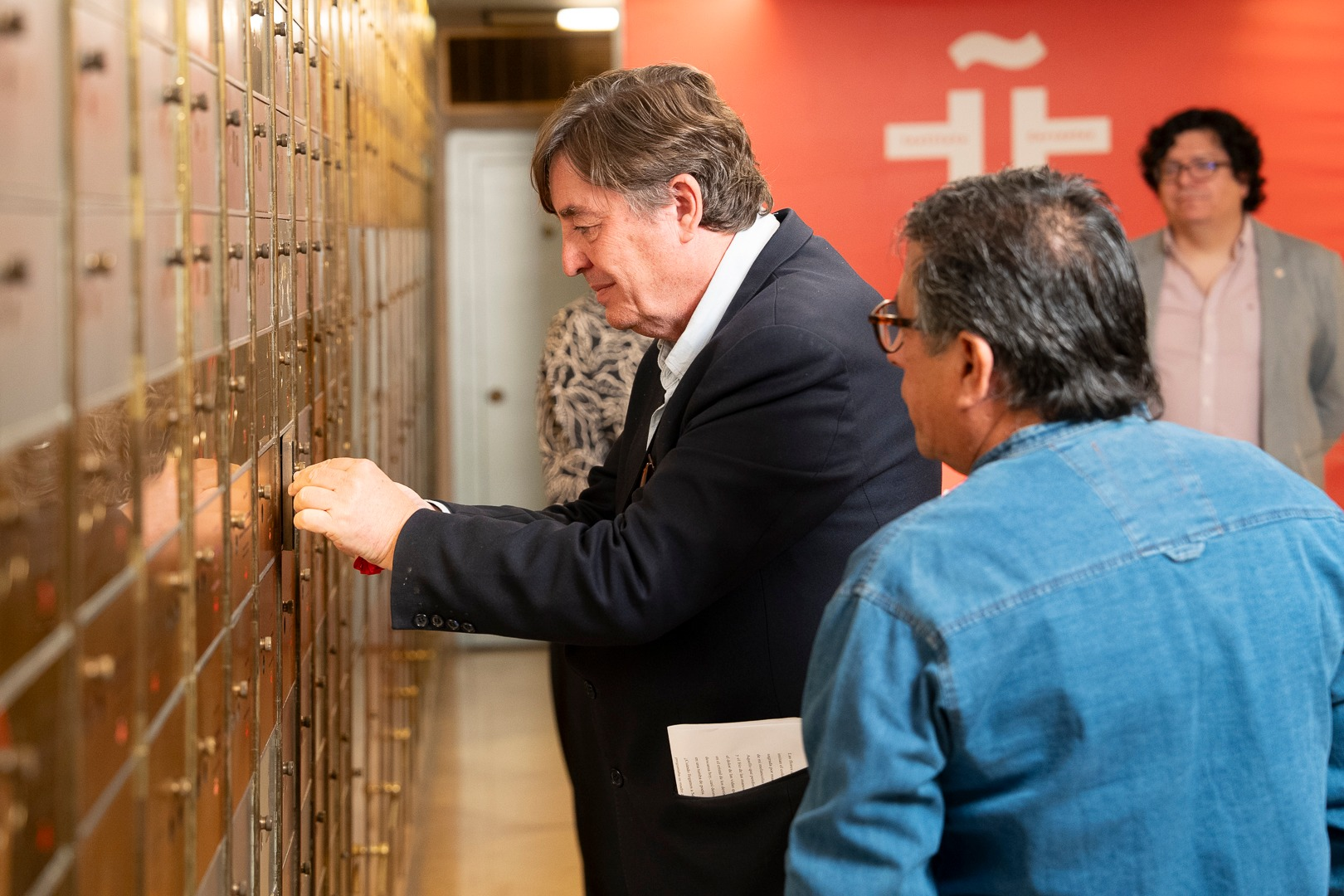
Jorge Dalton y Luis García Montero durante el acto del Legado homenaje in memoriam de Roque Dalton en la Caja de las Letras del Instituto Cervantes.

- Jorge Dalton y Luis García Montero durante el acto del Legado homenaje in memoriam de Roque Dalton en la Caja de las Letras del Instituto Cervantes.Desde el 2019, el Centro Cultural de España en El Salvador organiza en mayo un festival de poesía en varios puntos del país, inicialmente bajo el nombre «No te pongas bravo, poeta»[91] y actualmente «a los locos no nos quedan bien los nombres»[92] como homenaje al poeta.
- En mayo de 2025, coincidiendo con el 90 aniversario de su nacimiento (y pocos días después de los 50 años de su muerte), el Instituto Cervantes organizó con la Fundación Roque Dalton un legado homenaje[93] «in memoriam» en la Caja de las Letras en la sede madrileña del Instituto. Corresponde al Legado de Roque Dalton la caja nº 1148.[94]

### Filmografía
- ¡Fusilemos la noche!, documental dirigido por Tina Leisch (2013).

### Música
- Entre los temas musicales con letras de poemas de Roque Dalton se encuentran: Poema de amor (1980 aproximadamente) del conjunto salvadoreño Yolocamba I Está incluido en la obra Las historias prohibidas del pulgarcito;[95] así como Tercer poema de amor de Vicente Feliú de 1983, tomado a su vez del libro Poemas clandestinos.[96]
- El tema Unicornio (1982), incluido en el disco homónimo del cantautor cubano Silvio Rodríguez, fue dedicado a Dalton sobre la base de la amistad que ambos sostuvieron.[97]
- El grupo chileno Illapu musicalizó el poema Alta hora de la noche con el título No pronuncies mi nombre en el álbum De libertad y Amor (1984).
- El poeta y músico chileno Mauricio Redolés musicalizó el poema Epitafio de Roque Dalton para su álbum Bello Barrio (1987), distribuido por Beta Pictoris.

### Otras fuentes
- Alvarenga, Luis (2002). El ciervo perseguido. San Salvador: Dirección de Publicaciones e Impresos. ISBN 99923-0-094-9.
- Atwood, Roger (2011). Gringo iracundo (en inglés).
- Guajardo, Ernesto (2013). Por aquí pasó un «imbécil» de 18 años: Roque Dalton en Chile.
- Lara Martínez, Rafael (2005). Estudio introductorio: En las manos de un pequeño país, en Tomo I de No menciones mi nombre, poesía completa. San Salvador: Concultura. ISBN 99923-0-150-3.
- Melgar Brizuela (I), Luis (2005). Roque Dalton: El espejo que te denuncia con su gran carcajada, prólogo al Tomo I de No menciones mi nombre, poesía completa. San Salvador: Concultura. ISBN 99923-0-150-3.
- Melgar Brizuela (II), Luis (2006). El primer Dalton (1961-1964).
- Østergard, Ole (1984). La poesía social revolucionaria en El Salvador y Nicaragua: Roque Dalton, Ernesto Cardenal. ISBN 99923-0-150-3.